# 《文心雕龍》集校、集注、直解
《〈文心雕龍〉集校、集釋、直譯》由張國慶、光社著，楊園合著的著作，對於《文心雕龍》全書50篇進行了集校、集釋、直譯的工作。是國家社科基金項目「《文心雕龍》集校、集釋、直譯」（項目批准號：08BZW001）的成果。2015年3月由中國社會科學出版社出版。

## 內容
集校方面以養素堂黃叔琳評本作為底本。每篇先進行集校，然後進行集注集釋，兩者分開，最後每篇有「篇旨摘要」。

## 評價
陳志剛指，此書集校的部份體現了信實的風格，並以當中《原道》篇「為五行之秀，實天地之心」為例，指作者先舉出了楊明照《文心雕龍校注》、李曰剛《文心雕龍斠詮》計五家的看法，然後將從駢文的體制解釋，以說明為何這是最合理的結果。而對於無法得出結論的地方，依然會保留以原樣不動，以「待考」說明，可見他實事求是。而在集釋方面，作者不以否認先人的結論為目的，而是以按語說明自己的意見，在設立自己的新釋方面特別慎重。在譯方面，作者的翻譯風格相當華美，盡可能以直譯的風格以保留文章的原貌，保留駢文的寫作特色，如同作者所言：「逐句直譯，只是起到句解的作用，用來簡化注釋」。在「篇旨摘要」中，作者的「分析細密，考訂審慎，充滿一種求『是』的學術態度」。
孔德明認為，此書的集解工作使《文心雕龍》的詞語越辨越明，如《樂府》中作者以「志感絲篁，氣變金石」一句中，作者先進行了集注，引用了楊明照、王利器等人的看法，然後再以音樂中的八音說明為什麼唐寫本中的「絲簧」不應該被採用。